# VfB Lübeck/Saison 2023/24
Dieser Artikel beschreibt den Verlauf der Saison 2023/24 des VfB Lübeck. Es war die 2. Spielzeit in der 3. Liga. Der VfB Lübeck beendete die Saison auf dem 19. und vorletzten Platz und stieg in die Regionalliga ab. Der  Klub trat in dieser Saison auch im SHFV-Pokal an, wo der VfB Lübeck im Viertelfinale am Lokalrivalen 1. FC Phönix scheiterte. Im DFB-Pokal schied die Mannschaft in der ersten Runde gegen den Bundesligisten TSG 1899 Hoffenheim aus.

## Personalien

### Kader 2023/24
- Stand: 1. Februar 2024[1]

| Nr.        | Nat.        | Name                  | Geburtstag         | Im Verein seit | Vertrag bis | letzter Verein          |
| Torhüter   |             |                       |                    |                |             |                         |
| 01         | Deutschland | Philipp Klewin        | 30. Sep. 1993 (31) | 2023           | 2025        | FC Erzgebirge Aue       |
| 28         | Deutschland | Gavin Didzilatis      | 28. Feb. 2002 (23) | 2023           | 2024        | 1. FC Köln II           |
| 35         | Deutschland | Yannic Stein          | 7. Sep. 2004 (20)  | 2024           | 2024        | 1. FC Union Berlin      |
| Abwehr     |             |                       |                    |                |             |                         |
| 02         | Deutschland | Robin Kölle           | 17. Feb. 2001 (24) | 2021           | 2024        | 1. FC Kaiserslautern    |
| 03         | Deutschland | Niklas Kastenhofer    | 8. Jan. 1999 (26)  | 2022           | 2024        | Hallescher FC           |
| 17         | Deutschland | Tommy Grupe           | 29. März 1992 (33) | 2018           | 2024        | Hansa Rostock           |
| 22         | Deutschland | Leon Sommer           | 10. März 2001 (24) | 2023           | 2025        | Hamburger SV II         |
| 23         | Deutschland | Mattis Daube          | 30. März 1998 (27) | 2021           | 2024        | FC Viktoria 1889 Berlin |
| 27         | Deutschland | Sören Reddemann       | 16. Mai 1996 (29)  | 2023           | 2025        | Hallescher FC           |
| 30         | Deutschland | Jannik Löhden         | 16. Juli 1989 (35) | 2022           | 2024        | SC Fortuna Köln         |
| 37         | Deutschland | Janek Sternberg       | 19. Okt. 1992 (32) | 2023           | 2024        | Hallescher FC           |
| Mittelfeld |             |                       |                    |                |             |                         |
| 05         | Deutschland | Aaron Herzog          | 30. Jan. 1998 (27) | 2024           | 2025        | Alemannia Aachen        |
| 07         | Deutschland | Marius Hauptmann      | 14. Sep. 1999 (25) | 2022           | 2024        | FSV Zwickau             |
| 08         | Deutschland | Florian Egerer        | 17. Feb. 1998 (27) | 2022           | 2024        | SV Meppen               |
| 10         | Deutschland | Manuel Farrona Pulido | 1. Mai 1993 (32)   | 2022           | 2024        | Preußen Münster         |
| 13         | Deutschland | Marvin Thiel          | 29. Jan. 1995 (30) | 2022           | 2024        | Preußen Münster         |
| 18         | Deutschland | Hanno Behrens         | 26. März 1990 (35) | 2023           | 2025        | Persija Jakarta         |
| 20         | Deutschland | Ulrich Taffertshofer  | 14. Feb. 1992 (33) | 2023           | 2025        | FC Erzgebirge Aue       |
| 21         | Deutschland | Robin Velasco         | 24. Juni 2002 (23) | 2023           | 2025        | Hamburger SV II         |
| 24         | Deutschland | Morten Rüdiger        | 13. Juni 1995 (30) | 2020           | 2024        | FC Rot-Weiß Erfurt      |
| 25         | Turkei      | Tarik Gözüsirin       | 8. Aug. 2001 (23)  | 2022           | 2024        | SV Lichtenberg 47       |
| 31         | Deutschland | Mirko Boland          | 23. Apr. 1987 (38) | 2020           | 2024        | Adelaide United         |
| Angriff    |             |                       |                    |                |             |                         |
| 09         | Finnland    | Kimmo Hovi            | 31. Mai 1994 (31)  | 2022           | 2024        | FC Viktoria 1889 Berlin |
| 11         | Deutschland | Felix Drinkuth        | 20. Okt. 1994 (30) | 2022           | 2024        | FC Carl Zeiss Jena      |
| 14         | Deutschland | Cyrill Akono          | 29. Feb. 2000 (25) | 2023           | 2025        | Borussia Dortmund II    |
| 16         | Deutschland | Daouda Beleme         | 5. Jan. 2001 (24)  | 2024           | 2024        | FC Ingolstadt 04        |
| 29         | Deutschland | Mats Facklam          | 22. Aug. 1996 (28) | 2022           | 2024        | FC Teutonia 05 Ottensen |
| 33         | Deutschland | Jan-Marc Schneider    | 25. März 1994 (31) | 2023           | 2025        | FSV Zwickau             |
| 39         | Deutschland | Pascal Breier         | 2. Feb. 1992 (33)  | 2023           | 2025        | Hansa Rostock           |

### Transfers der Saison 2023/24
- Stand: 1. Februar 2024

| Zugänge              | Zugänge                    |
| Spieler              | Abgebender Verein          |
| Sommerpause 2023     | Sommerpause 2023           |
| -------------------- | -------------------------- |
| Cyrill Akono         | Borussia Dortmund II       |
| Hanno Behrens        | Persija Jakarta            |
| Gavin Didzilatis     | 1. FC Köln II              |
| Philipp Klewin       | FC Erzgebirge Aue          |
| Sören Reddemann      | Hallescher FC              |
| Jan-Marc Schneider   | FSV Zwickau                |
| Leon Sommer          | Hamburger SV II            |
| Ulrich Taffertshofer | FC Erzgebirge Aue          |
| Robin Velasco        | Hamburger SV II            |
| nach Saisonbeginn    |                            |
| Pascal Breier        | Hansa Rostock              |
| Januar 2024          |                            |
| Yannic Stein         | 1. FC Union Berlin (Leihe) |
| Aaron Herzog         | Alemannia Aachen           |
| Daouda Beleme        | Hamburger SV (Leihe)       |

| Abgänge              | Abgänge                      |
| Spieler              | Aufnehmender Verein          |
| Sommerpause 2023     | Sommerpause 2023             |
| -------------------- | ---------------------------- |
| José Aguirre⁠         | Vertragsende; Ziel unbekannt |
| Christopher Barkmann | SV Eichede                   |
| Oskar von Esebeck    | Holstein Kiel II             |
| Sven Freitag         | Vertragsende; Ziel unbekannt |
| Eric Gründemann      | SGV Freiberg                 |
| Lasse Jetz           | Holstein Kiel II             |
| Fawaz Kassimou       | Vertragsende; Ziel unbekannt |
| Jan Lippegaus        | 1. FC Phönix Lübeck          |
| Vjekoslav Taritaš    | 1. FC Phönix Lübeck          |
| nach Saisonbeginn    |                              |
| Noah Plume           | VfB Oldenburg                |
| Januar 2024          |                              |
| Florian Kirschke     | Karriereende                 |

### Trainerstab
| Funktion        | Name | seit           |
| --------------- | --- | -------------- |
| Cheftrainer     | Lukas Pfeiffer (bis 11. Dezember 2023) Bastian Reinhardt (interim) (bis 28. Dezember 2023) Florian Schnorrenberg (bis 11. März 2024) Bastian Reinhardt (interim) (bis 26. März 2024) Jens Martens (seit 26. März 2024) | 2021 2023 2024 |
| Co-Trainer      | Bastian Reinhardt Lars Hopp (bis 11. Dezember 2023) | 2021           |
| Torwarttrainer  | Arvid Schenk | 2023           |
| Athletiktrainer | Gianluca Fraternali | 2022           |

## Spielkleidung
| Heim | Auswärts | Alternativ |

## Saison
Alle Ergebnisse aus Sicht des VfB Lübeck.
Die Tabelle listet alle Drittligaspiele des Vereins der Saison 2023/24 auf. Siege sind grün, Unentschieden gelb und Niederlagen rot markiert.

### 3. Liga
| ST | Datum              | Gegner               | Ort                                       | Ergebnis  | Tor(e) für den VfB Lübeck                                                                                        |
| -- | ------------------ | -------------------- | ----------------------------------------- | --------- | --- |
| 01 | 05. August 2023    | SV Sandhausen        | Stadion an der Lohmühle, Lübeck           | 0:0       | |
| 02 | 19. August 2023    | SV Waldhof Mannheim  | Carl-Benz-Stadion, Mannheim               | 2:2 (0:2) | 1:2 Löhden (56.), 2:2 Facklam (82.)                                                                              |
| 03 | 22. August 2023    | TSV 1860 München     | Stadion an der Grünwalder Straße, München | 2:1 (2:1) | 1:1 Greilinger (25., Eigentor), 2:1 Gözüsirin (31.)                                                              |
| 04 | 26. August 2023    | FC Erzgebirge Aue    | Stadion an der Lohmühle, Lübeck           | 1:1 (0:0) | 1:0 Akono (53.)                                                                                                  |
| 05 | 02. September 2023 | SSV Ulm 1846         | Donaustadion, Ulm                         | 0:3 (0:0) | |
| 06 | 16. September 2023 | Dynamo Dresden       | Stadion an der Lohmühle, Lübeck           | 0:1 (0:0) | |
| 07 | 23. September 2023 | Preußen Münster      | Preußenstadion, Münster                   | 1:1 (0:0) | 1:1 Akono (84.)                                                                                                  |
| 08 | 30. September 2023 | Hallescher FC        | Stadion an der Lohmühle, Lübeck           | 2:2 (2:0) | 1:0 Boland (20.), 2:0 Breier (30.)                                                                               |
| 09 | 03. Oktober 2023   | 1. FC Saarbrücken    | Ludwigsparkstadion, Saarbrücken           | 1:1 (1:0) | 1:0 Löhden (11.)                                                                                                 |
| 10 | 08. Oktober 2023   | SC Freiburg II       | Stadion an der Lohmühle, Lübeck           | 0:1 (0:1) | |
| 11 | 14. Oktober 2023   | SSV Jahn Regensburg  | Jahnstadion, Regensburg                   | 1:2 (0:2) | 1:2 Velasco (46.)                                                                                                |
| 12 | 21. Oktober 2023   | FC Viktoria Köln     | Stadion an der Lohmühle, Lübeck           | 3:2 (2:0) | 1:0 Velasco (21.), 2:0 Gözüsirin (45., Foulelfmeter), 3:2 Schneider (84.)                                        |
| 13 | 29. Oktober 2023   | SC Verl              | Sportclub Arena, Verl                     | 0:4 (0:1) | |
| 14 | 04. November 2023  | SpVgg Unterhaching   | Stadion an der Lohmühle, Lübeck           | 2:3 (0:3) | 1:3 Akono (53.), 2:3 Breier (77.)                                                                                |
| 15 | 11. November 2023  | Borussia Dortmund II | Stadion Rote Erde, Dortmund               | 1:1 (0:0) | 1:1 Reddemann (66.)                                                                                              |
| 16 | 26. November 2023  | Arminia Bielefeld    | Stadion an der Lohmühle, Lübeck           | 2:2 (0:0) | 1:2, 2:2 Facklam (63., 90.+6')                                                                                   |
| 17 | 02. Dezember 2023  | MSV Duisburg         | Schauinsland-Reisen-Arena, Duisburg       | 0:1 (0:0) | |
| 18 | 09. Dezember 2023  | FC Ingolstadt 04     | Stadion an der Lohmühle, Lübeck           | 0:4 (0:3) | |
| 19 | 15. Dezember 2023  | Rot-Weiss Essen      | Stadion an der Hafenstraße, Essen         | 0:1 (0:1) | |
| 20 | 19. Dezember 2023  | SV Sandhausen        | Hardtwaldstadion, Sandhausen              | 2:1 (1:0) | 1:0 Farrona Pulido (17.), 2:0 Gözüsirin (20.)                                                                    |
| 21 | 20. Januar 2024    | SV Waldhof Mannheim  | Stadion an der Lohmühle, Lübeck           | 2:1 (0:0) | 1:1, 2:1 Velasco (78., 86.)                                                                                      |
| 22 | 23. Januar 2024    | TSV 1860 München     | Stadion an der Lohmühle, Lübeck           | 1:1 (0:0) | 1:1 Boland (88.)                                                                                                 |
| 23 | 27. Januar 2024    | FC Erzgebirge Aue    | Erzgebirgsstadion, Aue                    | 0:2 (0:1) | |
| 24 | 03. Februar 2024   | SSV Ulm 1846         | Stadion an der Lohmühle, Lübeck           | 1:1 (1:0) | 1:0 Kastenhofer (25.)                                                                                            |
| 25 | 10. Februar 2024   | Dynamo Dresden       | Rudolf-Harbig-Stadion, Dresden            | 2:7 (1:4) | 1:3 M. Hauptmann (32.), Beleme (53.), 2:5 Herzog (62., Foulelfmeter), 2:6 Grupe (82.)                            |
| 26 | 17. Februar 2024   | Preußen Münster      | Stadion an der Lohmühle, Lübeck           | 0:3 (0:3) | |
| 27 | 24. Februar 2024   | Hallescher FC        | Leuna-Chemie-Stadion, Halle               | 0:3 (0:2) | |
| 28 | 02. März 2024      | 1. FC Saarbrücken    | Stadion an der Lohmühle, Lübeck           | 0:0       | Velasco (39.) |
| 29 | 09. März 2024      | SC Freiburg II       | Dreisamstadion, Freiburg                  | 0:3 (0:1) | |
| 30 | 16. März 2024      | SSV Jahn Regensburg  | Stadion an der Lohmühle, Lübeck           | 1:0 (1:0) | 1:0 Velasco (12.)                                                                                                |
| 31 | 30. März 2024      | FC Viktoria Köln     | Sportpark Höhenberg, Köln                 | 0:1 (0:0) | |
| 32 | 06. April 2024     | SC Verl              | Stadion an der Lohmühle, Lübeck           | 0:0       | |
| 33 | 13. April 2024     | SpVgg Unterhaching   | Sportpark, Unterhaching                   | 1:4 (0:3) | 1:4 Schneider (74.)                                                                                              |
| 34 | 20. April 2024     | Borussia Dortmund II | Stadion an der Lohmühle, Lübeck           | 0:5 (0:3) | |
| 35 | 26. April 2024     | Arminia Bielefeld    | SchücoArena, Bielefeld                    | 0:0       | |
| 36 | 03. Mai 2024       | MSV Duisburg         | Stadion an der Lohmühle, Lübeck           | 5:3 (1:1) | 1:1 Beleme (45.), 2:3 Drinkuth (68.), 3:3 Beleme (73.), 4:3 Lehnfeld (77.), 5:3 Gözüsirin (90.+3', Foulelfmeter) |
| 37 | 11. Mai 2024       | FC Ingolstadt 04     | Audi-Sportpark, Ingolstadt                | 1:6 (1:3) | 1:2 Herzog (31.)                                                                                                 |
| 38 | 18. Mai 2024       | Rot-Weiss Essen      | Stadion an der Lohmühle, Lübeck           | 3:3 (2:2) | 1:0 Hauptmann (5.), 2:1 Adou (22.), 3:2 Sternberg (48.)                                                          |

### DFB-Pokal
Die Tabelle listet alle Spiele des Vereins im DFB-Pokal der Saison 2023/24 auf.
| Runde | Datum           | Gegner              | Ort                             | Ergebnis  | Tor für den VfB Lübeck            |
| ----- | --------------- | ------------------- | ------------------------------- | --------- | --------------------------------- |
| 1     | 14. August 2023 | TSG 1899 Hoffenheim | Stadion an der Lohmühle, Lübeck | 1:4 (1:1) | 1:0 Gözüsirin (35., Foulelfmeter) |

### SHFV-Pokal
Die Tabelle listet alle Spiele des Vereins im SHFV-Pokal der Saison 2023/24 auf.
| Runde | Datum             | Gegner              | Ort                    | Ergebnis             | Tor(e) für den VfB Lübeck |
| ----- | ----------------- | ------------------- | ---------------------- | -------------------- | --- |
| 1     | 22. Juli 2023     | Eutin 08            | Waldeck-Stadion, Eutin | 7:0 (2:0)            | 1:0 Gözüsirin (22.), 2:0 Akono (27., Foulelfmeter), 3:0, 4:0 Grupe (62., 72.), 5:0 Akono (74.), 6:0 Daube (82.), 7:0 Egerer (83.) |
| 2     | 6. September 2023 | 1. FC Phönix Lübeck | Buniamshof             | 2:4 n. E. (1:0, 2:2) | 1:0 Schneider (13.), 2:2 Gözüsirin (90.+8')                                                                                       |

### Freundschafts- und Testspiele
Diese Tabelle führt die ausgetragenen Freundschaftsspiele auf.
| Datum         | Gegner        | Ort                                    | Ergebnis  | Tor(e) für den VfB Lübeck        |
| ------------- | ------------- | -------------------------------------- | --------- | -------------------------------- |
| 15. Juli 2023 | BFC Dynamo    | Stadion im Sportforum, Berlin          | 1:2 (0:1) | 1:1 Hovi (46.)                   |
| 27. Juli 2023 | VfB Oldenburg | Stadion an der Lohmühle, Lübeck        | 2:0 (2:0) | 1:0 Möschl (9.), 2:0 Grupe (29.) |
| 30. Juli 2023 | VfL Osnabrück | Sportanlage am Schinkelberg, Osnabrück | 1:1 (0:0) | 1:1 Farrona Pulido (79.)         |

## Statistiken

### Saisonverlauf
| Spieltag | 1  | 2  | 3 | 4 | 5  | 6  | 7  | 8  | 9  | 10 | 11 | 12 | 13 | 14 | 15 | 16 | 17 | 18 | 19 | 20 | 21 | 22 | 23 | 24 | 25 | 26 | 27 | 28 | 29 | 30 | 31 | 32 | 33 | 34 | 35 | 36 | 37 | 38 |
| -------- | -- | -- | - | - | -- | -- | -- | -- | -- | -- | -- | -- | -- | -- | -- | -- | -- | -- | -- | -- | -- | -- | -- | -- | -- | -- | -- | -- | -- | -- | -- | -- | -- | -- | -- | -- | -- | -- |
| Spielort | H  | A  | A | H | A  | H  | A  | H  | A  | H  | A  | H  | A  | H  | A  | H  | A  | H  | A  | A  | H  | H  | A  | H  | A  | H  | A  | H  | A  | H  | A  | H  | A  | H  | A  | H  | A  | H  |
| Resultat | U  | U  | S | U | N  | N  | U  | U  | U  | N  | N  | S  | N  | N  | U  | U  | N  | N  | N  | S  | S  | U  | N  | U  | N  | N  | N  | U  | N  | S  | N  | U  | N  | N  | U  | S  | N  | U  |
| Platz    | 12 | 12 | 5 | 7 | 13 | 17 | 17 | 15 | 16 | 16 | 17 | 16 | 16 | 18 | 17 | 17 | 17 | 17 | 18 | 18 | 18 | 17 | 18 | 18 | 18 | 19 | 19 | 19 | 19 | 19 | 19 | 19 | 19 | 19 | 19 | 19 | 19 | 19 |

Legende: Spielort: H = Heim; A = Auswärts. Resultat: S = Sieg; U = Unentschieden; N = Niederlage

### Spielerstatistiken
| Spieler               | 3. Liga  | 3. Liga | 3. Liga     | 3. Liga    | DFB-Pokal | DFB-Pokal | DFB-Pokal   | DFB-Pokal  | SHFV-Pokal | SHFV-Pokal | SHFV-Pokal  | SHFV-Pokal | Total    | Total | Total       | Total      |
| Spieler               | Einsätze | Tore    | Gelbe Karte | Rote Karte | Einsätze  | Tore      | Gelbe Karte | Rote Karte | Einsätze   | Tore       | Gelbe Karte | Rote Karte | Einsätze | Tore  | Gelbe Karte | Rote Karte |
| --------------------- | -------- | ------- | ----------- | ---------- | --------- | --------- | ----------- | ---------- | ---------- | ---------- | ----------- | ---------- | -------- | ----- | ----------- | ---------- |
| Emanuel Adou          | 9        | 1       | 1           | 0          | 0         | 0         | 0           | 0          | 1          | 0          | 0           | 0          | 10       | 1     | 1           | 0          |
| Cyrill Akono          | 28       | 3       | 4           | 0          | 0         | 0         | 0           | 0          | 2          | 2          | 0           | 0          | 30       | 5     | 4           | 0          |
| Hanno Behrens         | 0        | 0       | 0           | 0          | 0         | 0         | 0           | 0          | 0          | 0          | 0           | 0          | 0        | 0     | 0           | 0          |
| Daouda Beleme         | 14       | 2       | 0           | 0          | 0         | 0         | 0           | 0          | 0          | 0          | 0           | 0          | 14       | 2     | 0           | 0          |
| Mirko Boland          | 31       | 2       | 10          | 1          | 1         | 0         | 0           | 0          | 2          | 0          | 0           | 0          | 34       | 2     | 10          | 1          |
| Pascal Breier         | 17       | 2       | 1           | 0          | 0         | 0         | 0           | 0          | 0          | 0          | 0           | 0          | 17       | 2     | 1           | 0          |
| Mattis Daube          | 5        | 0       | 0           | 0          | 1         | 0         | 0           | 0          | 1          | 1          | 0           | 0          | 7        | 1     | 0           | 0          |
| Gavin Didzilatis      | 1        | 0       | 0           | 0          | 0         | 0         | 0           | 0          | 1          | 0          | 0           | 0          | 2        | 0     | 0           | 0          |
| Felix Drinkuth        | 8        | 1       | 0           | 0          | 0         | 0         | 0           | 0          | 0          | 0          | 0           | 0          | 8        | 1     | 0           | 0          |
| Florian Egerer        | 37       | 0       | 4           | 0          | 1         | 0         | 0           | 0          | 2          | 1          | 0           | 0          | 40       | 1     | 4           | 0          |
| Mats Facklam          | 17       | 3       | 0           | 0          | 1         | 0         | 0           | 0          | 0          | 0          | 0           | 0          | 18       | 3     | 0           | 0          |
| Manuel Farrona Pulido | 32       | 1       | 6           | 0          | 1         | 0         | 0           | 0          | 1          | 0          | 1           | 0          | 34       | 1     | 7           | 0          |
| Tarik Gözüsirin       | 33       | 4       | 3           | 0          | 1         | 1         | 0           | 0          | 2          | 2          | 0           | 0          | 36       | 7     | 3           | 0          |
| Tommy Grupe           | 20       | 0       | 2           | 0          | 1         | 0         | 0           | 0          | 1          | 2          | 0           | 0          | 22       | 2     | 2           | 0          |
| Marius Hauptmann      | 33       | 2       | 3           | 0          | 0         | 0         | 0           | 0          | 1          | 0          | 0           | 0          | 34       | 2     | 3           | 0          |
| Aaron Herzog          | 6        | 2       | 1           | 0          | 0         | 0         | 0           | 0          | 0          | 0          | 0           | 0          | 6        | 2     | 1           | 0          |
| Kimmo Hovi            | 1        | 0       | 0           | 0          | 1         | 0         | 0           | 0          | 0          | 0          | 0           | 0          | 2        | 0     | 0           | 0          |
| Niklas Kastenhofer    | 14       | 1       | 1           | 0          | 0         | 0         | 0           | 0          | 0          | 0          | 0           | 0          | 14       | 1     | 1           | 0          |
| Florian Kirschke      | 1        | 0       | 0           | 0          | 0         | 0         | 0           | 0          | 0          | 0          | 0           | 0          | 1        | 0     | 0           | 0          |
| Philipp Klewin        | 33       | 0       | 4           | 0          | 1         | 0         | 0           | 0          | 1          | 0          | 0           | 0          | 35       | 0     | 4           | 0          |
| Robin Kölle           | 1        | 0       | 0           | 0          | 0         | 0         | 0           | 0          | 1          | 0          | 0           | 0          | 2        | 0     | 0           | 0          |
| Mika Lehnfeld         | 1        | 1       | 0           | 0          | 0         | 0         | 0           | 0          | 0          | 0          | 0           | 0          | 1        | 1     | 0           | 0          |
| Jannik Löhden         | 29       | 2       | 7           | 1          | 1         | 0         | 0           | 0          | 2          | 0          | 0           | 0          | 32       | 2     | 7           | 1          |
| Sören Reddemann       | 32       | 1       | 6           | 0          | 0         | 0         | 0           | 0          | 1          | 0          | 0           | 0          | 33       | 1     | 6           | 0          |
| Morten Rüdiger        | 10       | 0       | 3           | 1 GR       | 1         | 0         | 0           | 0          | 2          | 0          | 0           | 0          | 13       | 0     | 3           | 1          |
| Jan-Marc Schneider    | 29       | 2       | 4           | 0          | 1         | 0         | 0           | 0          | 2          | 1          | 0           | 0          | 32       | 3     | 4           | 0          |
| Leon Sommer           | 31       | 0       | 3           | 1          | 1         | 0         | 0           | 0          | 2          | 0          | 0           | 0          | 34       | 0     | 3           | 1          |
| Yannic Stein          | 3        | 0       | 0           | 0          | 0         | 0         | 0           | 0          | 0          | 0          | 0           | 0          | 3        | 0     | 0           | 0          |
| Janek Sternberg       | 28       | 1       | 10          | 1 GR       | 0         | 0         | 0           | 0          | 1          | 0          | 0           | 0          | 29       | 1     | 10          | 1          |
| Ulrich Taffertshofer  | 34       | 0       | 6           | 1 GR       | 1         | 0         | 0           | 0          | 1          | 0          | 0           | 0          | 36       | 0     | 6           | 1          |
| Marvin Thiel          | 21       | 0       | 6           | 0          | 1         | 0         | 0           | 0          | 1          | 0          | 0           | 0          | 23       | 0     | 6           | 0          |
| Yasin Varol           | 1        | 0       | 0           | 0          | 0         | 0         | 0           | 0          | 0          | 0          | 0           | 0          | 1        | 0     | 0           | 0          |
| Robin Velasco         | 33       | 5       | 4           | 0          | 1         | 0         | 0           | 0          | 2          | 0          | 0           | 0          | 36       | 5     | 4           | 0          |
| Jannik Westphal       | 2        | 0       | 0           | 0          | 0         | 0         | 0           | 0          | 0          | 0          | 0           | 0          | 2        | 0     | 0           | 0          |

Stand: 18. Mai 2024

### Zuschauerzahlen

#### 3. Liga
| Stadion                 | Kapazität | Zuschauer | pro Spiel | Aus- lastung | absolvierte Heimspiele | Trikotsponsor | Ärmelsponsor  | Rückensponsor | Ausstatter    |
| ----------------------- | --------- | --------- | --------- | ------------ | ---------------------- | ------------- | ------------- | ------------- | ------------- |
| Stadion an der Lohmühle | 11.000    | 0104.655  | 005.508   | 050,07 %     | 19                     | HanseBelt     | Mayo Feinkost | Iperdi        | Capelli Sport |
| Stand: 18. Mai 2024     |           |           |           |              |                        |               |               |               |               |

#### DFB-Pokal
| Stadion                 | Kapazität | Zuschauer | pro Spiel | Aus- lastung | absolvierte Heimspiele | Trikotsponsor | Ärmelsponsor  | Rückensponsor | Ausstatter    |
| ----------------------- | --------- | --------- | --------- | ------------ | ---------------------- | ------------- | ------------- | ------------- | ------------- |
| Stadion an der Lohmühle | 11.000    | 08.100    | 008.100   | 073,64 %     | 1                      | HanseBelt     | Mayo Feinkost | Iperdi        | Capelli Sport |
| Stand: 14. August 2023  |           |           |           |              |                        |               |               |               |               |